# Тотмянин, Дмитрий Филиппович
Дми́трий Фили́ппович Тотмя́нин (20 сентября 1915, Котельничский уезд, Вятская губерния — 20 июля 1944, Зарасайское районное самоуправление) — разведчик 52-й гвардейской отдельной разведывательной роты, гвардии старший сержант. Герой Советского Союза.

## Биография
Родился 20 сентября 1915 года в деревне Борковец в крестьянской семье. Окончил 4 класса. Работал линейным надсмотрщиком Шабалинского районного узла связи.
В октябре 1940 года был призван в Красную Армию Шабалинским райвоенкоматом. Гражданская специальность определила воинскую — стал связистом. С сентября 1941 года участвовал в боях Великой Отечественной войны. Через два месяца заслужил первую боевую награду — медаль «За боевые заслуги». В ноябре 1941 года в должности старшего телеграфиста взвода связи 541-го стрелкового батальона 136-й стрелковой дивизии младший сержант Тотмянин участвовал в боях в Ростовской области. Обеспечивал бесперебойную связь, своевременно устранял неисправности на линии, с бойцами ходил в атаку. Был представлен к награждению медалью «За отвагу», но статус награды был изменён. Получить эту медаль он, видимо, не успел. В декабре 1941 года был тяжело ранен, а после госпиталя воевал уже в другой части.
Участвовал в обороне Сталинграда. В июне 1943 года был снова ранен. В конце 1943 года воевал уже в 52-й гвардейской отдельной разведывательной роте 51-й гвардейской стрелковой дивизии, был командиром отделения. В начале декабря провёл удачный захват «языка», был награждён орденом Красной Звезды. В январе 1944 года в очередном разведвыходе получил тяжёлое ранение, несмотря на это, смог доставить ценные сведения в штаб. Был награждён орденом Красного Знамени. После выздоровления вернулся в свою роту. Особо отличился при форсировании реки Западная Двина.
В ночь на 25 июня 1944 года гвардии старший сержант Тотмянин с группой разведчиков преодолел реку Западная Двина в районе села Малые Щетьки Шумилинского района Витебской области Белоруссии и в упорном бою захватил рубеж. Восемь часов четыре разведчика вели неравный бой, отразив четыре контратаки. Цель была достигнута: бойцы отвлекли на себя внимание, оттянули немалые силы врага, что позволило дивизии переправиться на правый берег в другом месте с минимальными потерями.
Указом Президиума Верховного Совета СССР от 22 августа 1944 года за образцовое выполнение боевых заданий командования на фронте борьбы с немецкими захватчиками и проявленные при этом отвагу и геройство гвардии младшему сержанту Тотмянину Дмитрию Филипповичу присвоено звание Героя Советского Союза.
О высокой награде Герой не узнал. 20 июля 1944 года, возвращаясь с боевого задания, наткнулся на вражескую засаду близ литовского посёлка Турмантас и погиб в бою. Похоронен на воинском кладбище в посёлке Турмантас.

## Награды
- Герой Советского Союза (орден Ленина и медаль «Золотая Звезда»; 20.8.1944)[2],
- Красного Знамени (21.1.1944)[3],
- орден Красной Звезды (15.12.1943)[4],
- медали «За боевые заслуги» (12.12.1941)[3] и «За оборону Сталинграда»[4].

## Память
Имя Д. Ф. Тотмянина носят улицы в посёлках городского типа Свеча, Ленинское.
Имя Д. Ф. Тотмянина увековечено на памятнике в селе Юма.
Подвигу Д. Ф. Тотмянина посвятил свои строки известный поэт Алексей Сурков.

## Комментарии
1. ↑  Деревня Борковец, относившаяся к Медведевской, в 1920-е годы — к Юмской волости Котельничского уезда, в последующем входила в состав Мочаловского, затем Юмского сельсовета Свечинского района Кировской области; упразднена 26.11.1986[1].